# Англо-данська війна
Англо-данська війна 1807—1814 (англ. Gunboat War — Війна канонерських човнів) — війна Великої Британії проти Данії-Норвегії, що стала частиною Наполеонівських війн.

## Причини
Після укладення в 1807 році Тільзитського договору Франції та Росії зі Сполученим Королівством посилилася боротьба за підпорядкування своєму контролю важливих у стратегічних і торговельних відносинах скандинавських країн. Данія (якій належала Норвегія) прагнула зберегти нейтралітет в боротьбі великих держав. Проте цьому заважали збитки, що завдавалися данській торгівлі британським морським флотом.

## Події
16 серпня 1807 року Сполучене Королівство, намагаючись запобігти приєднанню Данії до континентальної блокади, без оголошення війни висадила на данському узбережжі десант, який у взаємодії з британським флотом блокував Копенгаген — столицю Данії. 7 вересня після запеклого артилерійського обстрілу Копенгагена британські війська змусили данське військове командування до здачі столиці, розграбували її арсенали і захопили майже весь данський воєнний флот. Незважаючи на невдачі, влада Данії не капітулювала перед Сполученим Королівством, уклавши в кінці жовтня 1807 року військовий союз з Францією, вона приєдналася до континентальної блокади. 4 листопада 1807 року Сполучене Королівство офіційно оголосило війну Данії. Війна велася Данією за підтримки Росії, що оголосила 7 листопада 1807 року війну Сполученому Королівству, аж до 1810 року. Це сильно допомогло Данії в боротьбі проти Швеції.

## Наслідки
Після розгрому Наполеона в Росії (1812) результат Англо-данської війни було затверджено в Кільських мирних договорах 1814 зі Сполученим Королівством і Швецією, основні рішення яких були підтверджені Віденським конгресом 1814—1815. Данія була змушена поступитися Швеції Норвегією, Сполученому Королівству — островом Гельґоланд. Англо-данська війна, як і взагалі безуспішна участь Данії в наполеонівських війнах, важко відбилася на її економіці, остаточно звівши Данію до становища другосортної морської держави.